# Katarzyna Kotula
Katarzyna Agata Kotula (ur. 1 lutego 1977 w Gryfinie) – polska polityczka, nauczycielka i działaczka społeczna, posłanka na Sejm IX i X kadencji (od 2019), minister do spraw równości w trzecim rządzie Donalda Tuska (2023–2025), sekretarz stanu w Kancelarii Prezesa Rady Ministrów (od 2025).

## Życiorys
Córka Józefa i Cecylii. W dzieciństwie trenowała tenis w Energetyku Gryfino. W 2013 uzyskała licencjat z zakresu filologii angielskiej w zakresie nauczycielskim w Szczecińskiej Szkole Wyższej Collegium Balticum. Do 2025 na swojej prywatnej stronie internetowej oraz na potrzeby oficjalnych serwisów Sejmu i administracji rządowej podawała nieprawdziwą informację o uzyskaniu w 2016 tytułu zawodowego magistra z zakresu filologii angielskiej na Uniwersytecie im. Adama Mickiewicza w Poznaniu. Pomimo nieposiadania tego tytułu zawodowego w 2019 deklarowała, że przygotowuje rozprawę doktorską z neurojęzykoznawstwa. Przez około 20 lat była właścicielką prywatnej szkoły językowej w Gryfinie, w której była też nauczycielką języka angielskiego. W 2012 pracowała przez trzy tygodnie w ramach zastępstwa jako nauczycielka języka angielskiego w Zespole Szkół Ogólnokształcących w Gryfinie.
Uczestniczyła w Kongresach Kobiet, brała udział w założeniu społecznego komitetu „Jesteśmy”, zrzeszającego opiekunów osób niepełnosprawnych. Działaczka Ogólnopolskiego Strajku Kobiet w rodzinnej miejscowości i jedna z krajowych liderek tej inicjatywy. Członkini stowarzyszenia Spójnik.
Zaangażowała się w tworzenie partii Wiosna Roberta Biedronia, została jej koordynatorką w Gryfinie i okręgu obejmującym województwa zachodniopomorskie i lubuskie. W maju 2019 bezskutecznie ubiegała się o mandat europosłanki w wyborach do Parlamentu Europejskiego; głosowały wówczas na nią 3143 osoby.
W wyborach parlamentarnych w październiku tego samego roku uzyskała mandat posłanki na Sejm RP IX kadencji. Startowała z czwartego miejsca listy Sojuszu Lewicy Demokratycznej (w ramach porozumienia partii lewicowych) w okręgu szczecińskim, otrzymując 7557 głosów. W Sejmie została wiceprzewodniczącą Komisji Regulaminowej, Spraw Poselskich i Immunitetowych oraz członkinią Komisji Polityki Społecznej i Rodziny. W październiku 2020 została rzeczniczką prasową Wiosny. W czerwcu 2021, po rozwiązaniu Wiosny, została członkinią Nowej Lewicy. W listopadzie 2021 została wybrana na współprzewodniczącą Nowej Lewicy w województwie zachodniopomorskim. W wyborach w 2023 z powodzeniem ubiegała się o poselską reelekcję z okręgu gdańskiego (otrzymała wówczas 33 122 głosy). W Sejmie X kadencji została przewodniczącą Komisji Polityki Społecznej i Rodziny.
12 grudnia 2023 Sejm X kadencji wybrał ją na urząd ministra do spraw równości w trzecim rządzie Donalda Tuska. Następnego dnia została przez prezydenta RP Andrzeja Dudę powołana na to stanowisko. W styczniu 2024 została powołana przez prezydenta w skład Rady Dialogu Społecznego. W kwietniu 2024 powierzono jej kierowanie sztabem wyborczym Lewicy przed wyborami do Parlamentu Europejskiego. Stanowisko ministra zajmowała do 24 lipca 2025. W tym samym miesiącu objęła stanowisko sekretarza stanu w Kancelarii Prezesa Rady Ministrów.

## Wyniki w wyborach ogólnopolskich
| Wybory | Komitet wyborczy | Komitet wyborczy             | Organ                            | Okręg | Wynik          |
| ------ | ---------------- | ---------------------------- | -------------------------------- | ----- | -------------- |
| 2019   |                  | Wiosna                       | Parlament Europejski IX kadencji | nr 13 | 3143 (0,36%)   |
| 2019   |                  | Sojusz Lewicy Demokratycznej | Sejm IX kadencji                 | nr 41 | 7557 (1,61%)   |
| 2023   |                  | Nowa Lewica                  | Sejm X kadencji                  | nr 25 | 33 122 (5,37%) |

## Życie prywatne
W wywiadzie udzielonym portalowi Onet.pl w listopadzie 2022 ujawniła, że jako dziecko była molestowana seksualnie przez Mirosława Skrzypczyńskiego, swojego ówczesnego trenera w klubie tenisowym Energetyk Gryfino. Według ustaleń mediów w 2024 prokurator Prokuratury Okręgowej w Szczecinie umorzył śledztwo w tej sprawie ze względu na przedawnienie karalności czynu. Jednocześnie śledztwo miało potwierdzić, że do takiego czynu doszło. Mirosław Skrzypczyński skierował przeciwko Katarzynie Kotuli prywatny akt oskarżenia o zniesławienie; na początku grudnia 2024 minister zadeklarowała zrzeczenie się immunitetu poselskiego w sprawie.
Ma córkę.